# اومیزارو
اومیزارو (ژاپنی: 海猿, ت.ت. 'میمون‌های آبی') یک مجموعه مانگای ژاپنی است که توسط شوهو ساتو نوشته و تصویر شده است. این سری توسط انتشارات شوگاکوکان از سال ۱۹۹۸ تا ۲۰۰۱ در ویکلی یانگ ساندی به صورت سریالی به چاپ می‌رسید.